# Liste des musées du Rutland
Cette liste des musées du Rutland, Angleterre contient des musées qui sont définis dans ce contexte comme des institutions (y compris des organismes sans but lucratif, des entités gouvernementales et des entreprises privées) qui recueillent et soignent des objets d'intérêt culturel, artistique, scientifique ou historique. leurs collections ou expositions connexes disponibles pour la consultation publique. Sont également inclus les galeries d'art à but non lucratif et les galeries d'art universitaires. Les musées virtuels ne sont pas inclus.

## Musées
| Nom                     | Image | Ville/City | Type              | Résume                                                                                              |
| ----------------------- | ----- | ---------- | ----------------- | --------------------------------------------------------------------------------------------------- |
| Lyddington Bede House   |       | Lyddington | Maison historique | Exploité par l'English Heritage, palais appartenant à l'évêque de Lincoln, qui et devenu un hospice |
| Normanton Church Museum |       | Normanton  | Local             | website, histoire locale, fossiles, la construction du Rutland Water                                |
| Oakham Castle           |       | Oakham     | Maison historique | sculptures du XIIe siècle                                                                           |
| Rocks by Rail           |       | Cottesmore | Rail              | Chemin de fer, le musée comprend des locomotives et des wagons                                      |
| Rutland County Museum   |       | Oakham     | Local             | L'histoire locale ,l'archéologie, la vie rurale, les métiers, l'équipement agricole                 |